# 틸로 프뤼크너
틸로 프뤼크너(독일어: Tilo Prückner, 1940년 10월 26일~2020년 7월 2일)는 독일의 배우이다. 50년 이상 배우로 활동하여 100여편 이상의 영화에 출연했다.